# José Rafael Salas Errázuriz
José Rafael Salas Errázuriz (Copiapó, 5 de noviembre de 1864 - Viña del Mar, 19 de noviembre de 1921) fue un empresario y político conservador chileno.

## Primeros años de vida
Hijo de Santiago de Salas Palazuelos y doña Dolores Errázuriz Sotomayor. Estudió en el Liceo de La Serena y posteriormente en el Instituto Nacional. Se dedicó luego a los negocios familiares en su hacienda en Curacaví.
Casado con Ventura Edwards Garriga.

## Vida política
Militante del Partido Conservador, fue diputado suplente por Copiapó en 1891 y por Valparaíso en 1894, pero en ninguna de las dos ocasiones alcanzó a ocupar la titularidad.
Senador por Valdivia (1897-1906), integró la comisión permanente de Hacienda e Industria, la cual en 1900 paso a llamarse comisión de Industria y Obras Públicas.